# Svatá Valentýna

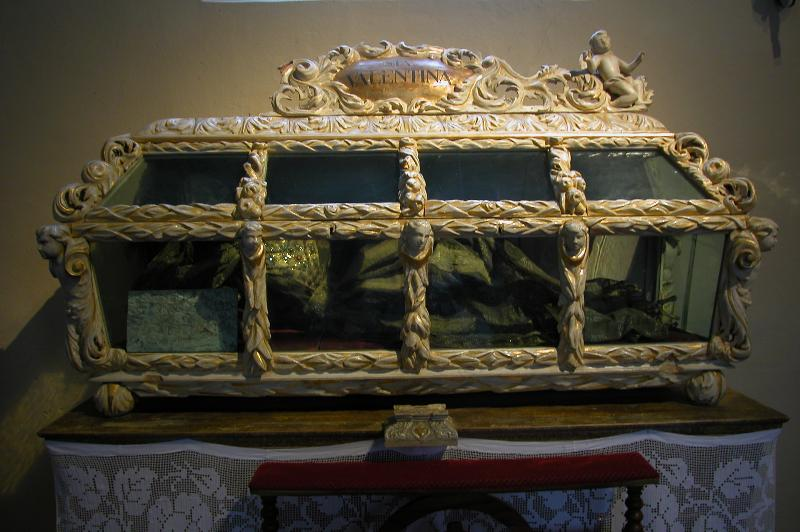
Ostatky sv. Valentýny

Svatá Valentýna (281 – 308/309 nebo 18. března 317) byla zasvěcená panna a křesťanská mučednice popravená při pronásledování křesťanů. Její svátek se slaví 25. července.
Podle svědectví Eusebia z Caesarey zemřela v šestém roce pronásledování za císaře Diokleciána, tj. v roce 308 nebo 309; datum jejího úmrtí 18. března 317 vyplývá z údajů na desce, která byla podle tradice položena na její hrob, avšak v té době už bylo pronásledování křesťanů ze strany státu zastaveno.
V roce 1702 věnoval papež Klement XI. její ostatky, dosud uložené v katakombách, Kateřině Eleonoře hraběnce Lambergové. Byly přeneseny do rakouského Drosendorfu a nejprve vystaveny v tamní zámecké kapli, od roku 1704 pak v kostele sv. Martina z Tours. Další její ostatky měl darovat papež Lev XII. kancléři Metternichovi při příležitosti znovuvysvěcení kostela sv. Václava v Plasích v srpen 1828, tj. poté, co v něm byla zřízena hrobka rodiny Metternichů.